# Francesco Magnanelli
Francesco Magnanelli (Umbertide, 12 novembre 1984) è un allenatore di calcio ed ex calciatore italiano, di ruolo centrocampista, collaboratore tecnico del Milan.
È il primatista di presenze nella storia del Sassuolo.

## Biografia
Impegnato nel sociale, è da tempo testimonial della lotta contro il cancro.

## Carriera

### Giocatore

#### Gli inizi
Cresce nel settore giovanile del Cerbara, nella 1ª Categoria umbra, e del Gubbio con cui esordisce in Serie C2 nel 2000 a soli 16 anni. 
Nella stagione 2001-2002 disputa 14 partite, rivelandosi uno dei giovani centrocampisti italiani più promettenti e attirando l'interesse di Chievo e Torino. È proprio il club di Luca Campedelli ad acquistarlo a titolo definitivo nell'estate 2002 per 50 000 euro. Pur rimanendo in rosa per tutta la stagione di Serie A 2002-2003, non riesce a debuttare nella massima serie. 
Dopo una stagione alla Fiorentina, in cui scende in campo solo una volta in Coppa Italia, nel 2004 scende di categoria, ingaggiato dalla Sangiovannese che milita in Serie C1. Anche qui trova poco spazio, disputando solo 7 partite.

#### Sassuolo
Nel 2005 passa a titolo definitivo al Sassuolo, all’epoca in Serie C2 per 120.000 euro, dove gioca da titolare del centrocampo. Colleziona 26 partite di campionato, conquistando ai play-off la promozione in Serie C1. 
La stagione seguente la società emiliana va vicina al doppio salto di categoria, anche grazie alle sue prestazioni, ma deve arrendersi ai playoff. Riesce comunque a segnare il primo goal in Serie C1. Disputa in totale 26 partite.
La stagione 2007-2008 lo vede assoluto protagonista del positivo campionato dei neroverdi che centrano la promozione diretta in Serie B. 
Diventa ben presto inamovibile punto fermo del centrocampo anche nelle seguenti stagioni in serie cadetta, sotto la guida – nell’ordine – di Andrea Mandorlini, Stefano Pioli e Daniele Arrigoni.
Il 18 marzo 2011 segna il primo goal in Serie B nel derby contro il Modena. 
Il 18 maggio 2013 vince il campionato cadetto e conquista la promozione in Serie A con la squadra emiliana, allora guidata da Eusebio Di Francesco.
Nella stagione successiva, a 28 anni, esordisce in Serie A alla prima giornata di campionato, quando il Sassuolo perde per 2-0 in trasferta contro il Torino. 
Il 24 maggio 2015 segna il goal vittoria contro l'Udinese che è anche la sua prima marcatura in Serie A. Si ripete il 13 settembre, segnando il suo secondo goal nel pareggio interno per 2-2 contro l'Atalanta.
A dicembre 2016, nel match contro la Fiorentina, subisce la rottura del legamento crociato anteriore del ginocchio sinistro, terminando di fatto la stagione. Rientra, dopo circa 5 mesi, il 21 maggio 2017, partita in cui segna un goal.
Il 22 maggio 2022 disputa la sua ultima partita in maglia neroverde, persa per 3-0 contro il Milan, che è anche valsa lo Scudetto ai rossoneri. Lascia così i neroverdi, dopo 17 anni e 520 presenze complessive in tutte le competizioni che gli valgono il ruolo di primatista assoluto di presenze con tale maglia.
Il 5 luglio Giovanni Carnevali comunica il ritiro della maglia neroverde numero 4. Pochi giorni dopo, il 28 luglio, l’addio al calcio di Magnanelli viene celebrato con una partitella allo stadio Enzo Ricci con i suoi compagni di squadra e allenatori di ieri e di oggi.

### Allenatore
Una volta appesi gli scarpini al chiodo, nel luglio 2022, diventa collaboratore di Alessio Dionisi al Sassuolo.
Nell’estate del 2023, dopo ben 18 anni, lascia il Sassuolo per raggiungere alla Juventus mister Massimiliano Allegri, suo allenatore proprio in Emilia.
Nel contempo consegue la licenza UEFA A che gli assicura l'abilitazione per condurre tutte le formazioni giovanili, comprese le squadre Primavera e le prime squadre fino alla Lega Pro inclusa, nonché il tesseramento come allenatore in seconda in Serie A e B.
Dalla stagione 2024-2025 diventa il tecnico della squadra Primavera juventina.
La stagione seguente, torna a lavorare con Massimiliano Allegri, entrando nello staff tecnico del Milan come collaboratore tecnico.

## Statistiche

### Presenze e reti nei club
| Stagione        | Squadra         | Campionato      | Campionato | Campionato | Coppe nazionali | Coppe nazionali | Coppe nazionali | Coppe continentali | Coppe continentali | Coppe continentali | Altre coppe | Altre coppe | Altre coppe | Totale | Totale |
| Stagione        | Squadra         | Comp            | Pres       | Reti       | Comp            | Pres            | Reti            | Comp               | Pres               | Reti               | Comp        | Pres        | Reti        | Pres   | Reti   |
| --------------- | --------------- | --------------- | ---------- | ---------- | --------------- | --------------- | --------------- | ------------------ | ------------------ | ------------------ | ----------- | ----------- | ----------- | ------ | ------ |
| 2000-2001       | Gubbio          | C2              | 1          | 0          | CI-C            | 0               | 0               | -                  | -                  | -                  | -           | -           | -           | 1      | 0      |
| 2001-2002       | Gubbio          | C2              | 14         | 0          | CI-C            | 1               | 0               | -                  | -                  | -                  | -           | -           | -           | 15     | 0      |
| Totale Gubbio   | Totale Gubbio   | Totale Gubbio   | 15         | 0          |                 | 1               | 0               |                    | -                  | -                  |             | -           | -           | 16     | 0      |
| 2002-2003       | Chievo          | A               | 0          | 0          | CI              | 0               | 0               | -                  | -                  | -                  | -           | -           | -           | 0      | 0      |
| 2003-2004       | Fiorentina      | B               | 0          | 0          | CI-C            | 1               | 0               | -                  | -                  | -                  | -           | -           | -           | 1      | 0      |
| 2004-2005       | Sangiovannese   | C1              | 7          | 0          | CI-C            | 2               | 0               | -                  | -                  | -                  | -           | -           | -           | 9      | 0      |
| 2005-2006       | Sassuolo        | C2              | 26+4       | 0          | CI-C            | 6               | 0               | -                  | -                  | -                  | -           | -           | -           | 36     | 0      |
| 2006-2007       | Sassuolo        | C1              | 21+2       | 1+0        | CI+CI-C         | 1+0             | 0               | -                  | -                  | -                  | -           | -           | -           | 24     | 1      |
| 2007-2008       | Sassuolo        | C1              | 29         | 1          | CI-C            | 3               | 1               | -                  | -                  | -                  | SL-C1       | 2           | 0           | 34     | 2      |
| 2008-2009       | Sassuolo        | B               | 37         | 0          | CI              | 1               | 0               | -                  | -                  | -                  | -           | -           | -           | 38     | 0      |
| 2009-2010       | Sassuolo        | B               | 38+2       | 0          | CI              | 2               | 0               | -                  | -                  | -                  | -           | -           | -           | 42     | 0      |
| 2010-2011       | Sassuolo        | B               | 39         | 2          | CI              | 1               | 0               | -                  | -                  | -                  | -           | -           | -           | 40     | 2      |
| 2011-2012       | Sassuolo        | B               | 36+1       | 0          | CI              | 2               | 0               | -                  | -                  | -                  | -           | -           | -           | 39     | 0      |
| 2012-2013       | Sassuolo        | B               | 40         | 1          | CI              | 2               | 0               | -                  | -                  | -                  | -           | -           | -           | 42     | 1      |
| 2013-2014       | Sassuolo        | A               | 28         | 0          | CI              | 0               | 0               | -                  | -                  | -                  | -           | -           | -           | 28     | 0      |
| 2014-2015       | Sassuolo        | A               | 29         | 1          | CI              | 2               | 0               | -                  | -                  | -                  | -           | -           | -           | 31     | 1      |
| 2015-2016       | Sassuolo        | A               | 34         | 1          | CI              | 1               | 0               | -                  | -                  | -                  | -           | -           | -           | 35     | 1      |
| 2016-2017       | Sassuolo        | A               | 15         | 1          | CI              | 0               | 0               | UEL                | 9                  | 0                  | -           | -           | -           | 24     | 1      |
| 2017-2018       | Sassuolo        | A               | 32         | 0          | CI              | 2               | 0               | -                  | -                  | -                  | -           | -           | -           | 34     | 0      |
| 2018-2019       | Sassuolo        | A               | 26         | 0          | CI              | 2               | 1               | -                  | -                  | -                  | -           | -           | -           | 28     | 1      |
| 2019-2020       | Sassuolo        | A               | 22         | 0          | CI              | 0               | 0               | -                  | -                  | -                  | -           | -           | -           | 22     | 0      |
| 2020-2021       | Sassuolo        | A               | 10         | 0          | CI              | 0               | 0               | -                  | -                  | -                  | -           | -           | -           | 10     | 0      |
| 2021-2022       | Sassuolo        | A               | 12         | 0          | CI              | 1               | 0               | -                  | -                  | -                  | -           | -           | -           | 13     | 0      |
| Totale Sassuolo | Totale Sassuolo | Totale Sassuolo | 474+9      | 8          |                 | 26              | 2               |                    | 9                  | 0                  |             | 2           | 0           | 520    | 10     |
| Totale carriera | Totale carriera | Totale carriera | 505        | 8          |                 | 30              | 2               |                    | 9                  | 0                  |             | 2           | 0           | 546    | 10     |

### Record
- Calciatore con più presenze nel Sassuolo (520)[2].
- Calciatore con più presenze in Coppa Italia con il Sassuolo (17)[19][senza fonte].

## Palmarès

### Giocatore
- Campionato italiano Serie C1: 1

Sassuolo: 2007-2008 (girone A)
- Supercoppa di Lega di Serie C1: 1

Sassuolo: 2008
- Campionato italiano di Serie B: 1

Sassuolo: 2012-2013